# Pyrrosia micraster
Pyrrosia micraster là một loài thực vật có mạch trong họ Polypodiaceae. Loài này được (Copel.) Tagawa miêu tả khoa học đầu tiên năm 1949.